# Mannequin de cabine
Cet article possède un paronyme, voir Cabine.
Un mannequin de cabine ou mannequin-cabine  ou encore mannequin d'essayage (fit model en anglais) est un mannequin chargé d'essayer un vêtement ou une tenue afin que le créateur puisse voir à quoi ressemble la pièce lorsque celle-ci est portée par une personne. Le terme vient du mot « cabine », qui désigne l'endroit réservé aux mannequins dans une maison de couture. Par extension, la « cabine » est également l'équipe composée de tous ces mannequins.

## Présentation

### Origines
Le terme vient de l’appellation « cabine de mannequin », ou « la cabine », qui désigne dans une maison de couture l'ensemble des mannequins faisant partie de la maison. Les couturiers embauchaient leurs propres mannequins, salariés et donc permanents et exclusifs à l'entreprise. Dans les années 1950, Christian Dior distinguait deux types de mannequins parmi sa cabine, le « mannequin à succès » destiné aux présentations à l'extérieur de l'atelier dans les salons de la maison, et le « mannequin inspirant » qui se chargeait des essayages dès la première maquette du futur vêtement. Les « mannequins inspirants » disposent par ailleurs de leur propre mannequin de bois à leurs mesures pour la pose des premiers patrons du vêtement. 
« La cabine est un monde à part. comme les loges de théâtre, elle a ses fauteuils, ses lampes et ses miroirs. Comme les loges, elle est un peu sordide. Comme les loges, elle n'est habitée que par des fées. »
Bettina chez Jacques Fath a une carrière fulgurante dans le monde de la mode. À la même époque, l'anglaise Barbara Goalen débute comme mannequin de cabine par obligation, avant de faire une rapide et prestigieuse carrière de modèle pour de nombreux photographes de mode; de même l'actrice Capucine chez Germaine Lecomte pendant quelques années avant de devenir le mannequin de Givenchy en 1952 puis l'actrice hollywoodienne célèbre. Peu après, Victoire Doutreleau est un célèbre mannequin cabine de Dior puis d'Yves Saint Laurent, également source d'inspiration pour ces créateurs, tout comme Danielle Luquet de Saint Germain sur qui a été créé le premier smoking féminin de Saint Laurent, etc.

### De nos jours
Les mannequins de cabine peuvent donner leur avis sur ce qu'ils essaient, ce qui joue un rôle déterminant dans la conception du produit. Ils sont beaucoup employés les jours, voire mois, précédant une semaine de la mode. D'ailleurs de nos jours, « la cabine » désigne, dans les coulisses des défilés, l'ensemble des mannequins d'une marque.
Il existe plusieurs types de mannequins de cabine : juniors, femmes, et hommes. Les manufactures embauchent un mannequin de chaque taille fabriquée et vendue ; mais il se distingue souvent le « mannequin cabine » du « mannequin production ».
Les mannequins de cabine restent habituellement dans l'ombre. Cependant, il arrive que les marques ou créateurs découvrent de vrais talents. Dans les années 1980, Grace Jones est mannequin-cabine pour Azzedine Alaïa juste avant Farida Khelfa. Katoucha Niane commence comme mannequin-cabine chez Lanvin avant de travailler avec Yves Saint Laurent. Candice Swanepoel est ainsi devenue une Ange Victoria's Secret après avoir été leur mannequin-cabine. Barbara Fialho défile elle aussi pour Victoria's Secret en étant toujours leur mannequin-cabine, et Shanina Shaik est devenue la muse de Jason Wu de la même manière. D'autres sont mannequin cabine avant de changer de voie, telle Emmanuelle Khanh, ou Virginie Mouzat devenue journaliste de mode réputée.